# Canoagem nos Jogos Olímpicos de Verão da Juventude de 2014
A  Canoagem nos Jogos Olímpicos de Verão da Juventude de 2014 foi realizada de 23 a 27 de Agosto na Escola de Remo e Canoagem de Nanquim, no Lago Xuanwu em Nanquim, China.

## Qualificação
Há quatro eventos em Velocidade e outros tantos em Slalom, nas classes K1 e C1 em ambos os sexos. Todos os atletas qualificados para uma prova devem competir no mesmo evento da outra disciplina (slalom ou velocidade), sob risco de eliminação. Existiram dois eventos de qualificação, os Mundiais Juniores de Velocidade de 2013 em Welland, Ontário,Canadá, e o Mundial Junior de Slalom de 2013 em Liptovský Mikuláš, Eslováquia, onde as vagas foram atribuídas. Todos os continentes deviam ter representação em cada evento, sendo que à partida estão 64 atletas, havendo 10 lugares reservados à universalidade (cinco de cada sexo) e dois para os anfitriões, que decidem onde usar o limite.

### Sumário
| Nação             | Rapazes | Rapazes | Raparigas | Raparigas | Atletas |
| Nação             | C-1     | K-1     | C-1       | K-1       | Atletas |
| ----------------- | ------- | ------- | --------- | --------- | ------- |
| AUS Austrália     | X       | X       | X         |           | 3       |
| BLR Bielorrússia  |         |         | X         |           | 1       |
| BRA Brasil        |         |         | X         |           | 1       |
| CAN Canadá        |         | X       | X         | X         | 3       |
| CHN China         |         |         |           |           |         |
| CUB Cuba          |         | X       |           |           | 1       |
| DEN Dinamarca     |         |         |           | X         | 1       |
| CZE Chéquia       | X       | X       | X         | X         | 4       |
| ECU Equador       | X       |         | X         |           | 2       |
| EGY Egito         |         | X       |           |           | 1       |
| FRA França        | X       | X       | X         | X         | 4       |
| GER Alemanha      |         | X       | X         | X         | 3       |
| GBR Grã-Bretanha  |         | X       |           | X         | 2       |
| HUN Hungria       | X       | X       |           | X         | 3       |
| KAZ Cazaquistão   | X       |         |           | X         | 2       |
| LTU Lituânia      | X       |         |           |           | 1       |
| MEX México        |         |         | X         |           | 1       |
| NZL Nova Zelândia |         |         |           | X         | 1       |
| POL Polônia       | X       | X       |           | X         | 3       |
| POR Portugal      |         | X       |           |           | 1       |
| ROU Romênia       | X       |         |           | X         | 2       |
| RUS Rússia        | X       | X       |           | X         | 3       |
| SEN Senegal       | X       |         |           |           | 1       |
| SRB Sérvia        |         | X       |           |           | 1       |
| SVK Eslováquia    |         | X       |           | X         | 2       |
| SLO Eslovênia     | X       | X       |           |           | 2       |
| RSA África do Sul |         |         |           | X         | 1       |
| ESP Espanha       |         |         |           | X         | 1       |
| UKR Ucrânia       | X       |         | X         |           | 2       |
| Total: 28 CONs    | 13+     | 16+     | 10+       | 16+       | 64      |

### C-1
| Evento                               | Local             | Data                      | Total de vagas | Rapazes qualificados                                                                                | Moças qualificadas                                             |
| ------------------------------------ | ----------------- | ------------------------- | -------------- | --------------------------------------------------------------------------------------------------- | -------------------------------------------------------------- |
| País-sede                            | -                 | -                         | 1              | CHN China                                                                                           | CHN China                                                      |
| Mundial Junior de Velocidade de 2013 | Welland           | 1 a 4 de Agosto de 2013   | 8/4            | KAZ Cazaquistão ECU Equador HUN Hungria LTU Lituânia POL Polônia ROU Romênia RUS Rússia UKR Ucrânia | BLR Bielorrússia CAN Canadá ECU Equador MEX México UKR Ucrânia |
| Mundial Junior de Slalom de 2013     | Liptovský Mikuláš | 17 a 21 de Julho de 20133 | 5              | AUS Austrália SLO Eslovênia FRA França CZE Chéquia SEN Senegal                                      | GER Alemanha AUS Austrália BRA Brasil FRA França CZE Chéquia   |
| Convite tripartido                   | -                 | -                         | ?              | |                                                                |
| TOTAL                                |                   |                           |                | 13+                                                                                                 | 10+                                                            |

### K-1
| Evento                                  | Local             | Data                     | Total de vagas | Rapazes qualificados                                                                                  | Moças qualificadas |
| --------------------------------------- | ----------------- | ------------------------ | -------------- | --- | --- |
| Anfitriões                              | -                 | -                        | 1              | CHN China                                                                                             | CHN China |
| Mundiais Juniores de Velocidade de 2013 | Welland           | 1 a 4 de Agosto de 2013  | 9              | GER Alemanha CAN Canadá CUB Cuba EGY Egito HUN Hungria POL Polônia POR Portugal RUS Rússia SRB Sérvia | RSA África do Sul CAN Canadá KAZ Cazaquistão DEN Dinamarca ESP Espanha HUN Hungria NZL Nova Zelândia ROU Romênia RUS Rússia |
| Mundial Junior de Slalom de 2013        | Liptovský Mikuláš | 17 a 21 de Julho de 2013 | 6              | AUS Austrália SVK Eslováquia SLO Eslovênia FRA França GBR Grã-Bretanha CZE Chéquia                    | GER Alemanha SVK Eslováquia FRA França GBR Grã-Bretanha POL Polônia CZE Chéquia                                             |
| Convite tripartido                      | -                 | -                        | ?              | | |
| TOTAL                                   |                   |                          |                | 16+                                                                                                   | 16+ |

## Calendário
O calendário foi publicado pelo Comitê Organizador dos Jogos Olímpicos da Juventude de Nanquim.
Todos os horários são pela hora padrão chinesa  (UTC+8).
| Data         | Dia da semana | Hora de início | Evento |
| ------------ | ------------- | -------------- | --- |
| 23 de Agosto | Sábado        | 09:00          | Velocidade C1 Moças: Raias Velocidade C1 Moças: Raias Velocidade K1 Raparigas: Raias Velocidade K1 Rapazes: Raias |
| 23 de Agosto | Sábado        | 15:00          | Velocidade C1 Moças: Repescagem Velocidade C1 Rapazes: Repescagem Velocidade K1 Moças: Repescagem Velocidade K1 Rapazes: Repescagem Velocidade C1 Moças: 16avos-final Velocidade C1 Rapazes: 16avos-final Velocidade K1 Moças: 16avos-final Velocidade K1 Rapazes: 16avos-final Velocidade C1 Moças: 4os-final Velocidade C1 Rapazes: 4os-final Velocidade K1 Moças: 4os-final Velocidade K1 Rapazes: 4os-final |
| 24 de Agosto | Domingo       | 15:00          | Velocidade C1 Moças: Meias-finais Velocidade C1 Rapazes: Meias-finais Velocidade K1 Moças: Meias-finais Velocidade K1 Rapazes: Meias-finais Velocidade C1 Moças: Regatas das medalhas Velocidade C1 Rapazes: Regatas das medalhas Velocidade K1 Moças: Regatas das medalhas Velocidade K1 Rapazes: Regatas das medalhas                                                                                         |
| 26 de Agosto | 3ª Feira      | 09:00          | Slalom C1 Moças: Raias Slalom C1 Rapazes: Raias Slalom K1 Moças: Raias Slalom K1 Rapazes: Raias |
| 26 de Agosto | 3ª Feira      | 15:00          | Slalom C1 Raparigas: Repescagem Slalom C1 Rapazes: Repescagem Slalom K1 Moças: Repescagem Slalom K1 Rapazes: Repescagem Slalom C1 Moças: 16avos-final Slalom C1 Rapazes: 16avos-final Slalom K1 Moças: 16avos-final Slalom K1 Rapazes: 16avos-final Slalom C1 Moças: 4os-final Slalom C1 Rapazes: 4os-final Slalom K1 Moças: 4os-final Slalom K1 Rapazes: 4os-final                                             |
| 27 de Agosto | 4ª Feira      | 15:00          | Slalom C1 Moças: Meias-finais Slalom C1 Rapazes: Meias-finais Slalom K1 Moças: Meias-finais Slalom K1 Rapazes: Meias-finais Slalom C1 Moças: Regatas das medalhas Slalom C1 Rapazes: Regatas das medalhas Slalom K1 Moças: Regatas das medalhas Slalom K1 Rapazes: Regatas das medalhas |

## Quadro de medalhas
| Ordem | País             | Medalha de ouro | Medalha de prata | Medalha de bronze |    |
| ----- | ---------------- | --------------- | ---------------- | ----------------- | -- |
| 1     | BLR Bielorrússia | 2               |                  |                   | 2  |
|       | FRA França       | 2               |                  |                   | 2  |
| 3     | RUS Rússia       | 1               |                  | 1                 | 2  |
| 4     | AUT Áustria      | 1               |                  |                   | 1  |
|       | MDA Moldávia     | 1               |                  |                   | 1  |
|       | SLO Eslovênia    | 1               |                  |                   | 1  |
| 7     | HUN Hungria      |                 | 2                |                   | 2  |
| 8     | CZE Chéquia      |                 | 1                | 2                 | 3  |
| 9     | CHN China        |                 | 1                | 1                 | 2  |
|       | SVK Eslováquia   |                 | 1                | 1                 | 2  |
| 11    | IRL Irlanda      |                 | 1                |                   | 1  |
|       | LTU Lituânia     |                 | 1                |                   | 1  |
|       | UKR Ucrânia      |                 | 1                |                   | 1  |
| 14    | DEU Alemanha     |                 |                  | 1                 | 1  |
|       | MEX México       |                 |                  | 1                 | 1  |
|       | ESP Espanha      |                 |                  | 1                 | 1  |
| TOTAL | TOTAL            | 8               | 8                | 8                 | 24 |

### Rapazes
| Evento                           | Ouro | Prata | Bronze |
| -------------------------------- | ---- | ----- | ------ |
| Velocidade C1 detalhes           |      |       |        |
| Velocidade K1 detalhes           |      |       |        |
| Slalom de Obstáculos C1 detalhes |      |       |        |
| Slalom de Obstáculos K1 detalhes |      |       |        |

### Moças
| Evento                           | Ouro | Prata | Bronze |
| -------------------------------- | ---- | ----- | ------ |
| Velocidade C1 detalhes           |      |       |        |
| Velocidade K1 detalhes           |      |       |        |
| Slalom de Obstáculos C1 detalhes |      |       |        |
| Slalom de Obstáculos K1 detalhes |      |       |        |